# Кинасов, Максим Дмитриевич
Макси́м Дми́триевич Кина́сов (род. 1993, Москва, Российская Федерация) — российско-британский пианист. Лауреат более 20-ти международных конкурсов пианистов. Солист Санкт-Петербургского Дома музыки. Посол Международного конкурса фортепианных концертов в Гастингсе (2021).

## Биография
Максим Кинасов родился в Москве, в возрасте пяти лет начал обучаться игре на фортепиано в ДМШ им. Якова Флиера в классе заслуженного работника культуры РФ Нины Доленко.
В 2012 году Максим окончил Академический музыкальный колледж при Московской государственной консерватории им. П. И. Чайковского в классе заслуженного работника культуры РФ Татьяны Директоренко, получив диплом с отличием.
В 2017 году Максим Кинасов с отличием окончил Московскую государственную консерваторию им. П. И. Чайковского в классе Народного артиста России, профессора Сергея Доренского.
С 2014 по 2017 год — стипендиат Учёного совета Московской государственной консерватории им. П. И. Чайковского.
В 2017 году Максим Кинасов переехал в Великобританию, чтобы продолжить карьеру концертирующего пианиста.
В 2019 году Максим с отличием окончил магистратуру Королевского Северного музыкального колледжа (г. Манчестер, Великобритания) в классе профессора Эшли Уосса при поддержке стипендии фонда Леверхалм Артс.
С 2020 по 2021 год Максим учился в классе известной британской пианистки Кэтрин Стотт в аспирантуре Королевского Северного музыкального колледжа.
Там же Максим Кинасов окончил престижный курс «Международный Артист» для самых одарённых студентов колледжа, что дало ему возможность сделать дебютную запись Симфонических вариаций Сезара Франка с Филармоническим оркестром BBC.
Запись состоялась в ноябре 2021 года на базе студии BBC в MediaCityUK в Солфорде.
В настоящее время Максим продолжает своё профессиональное развитие в классе профессоров Грэма Скотта и Дины Парахиной.
С 2012 года Максим Кинасов является солистом Санкт-Петербургского Дома музыки и выступал в самых престижных залах России, Великобритании, Германии, Италии, Испании, Бразилии, Израиля и США, включая Вигмор-холл, Бриджуотер-холл, Театр Карло Феличе в Генуе, Auditorium Conciliazione в Риме и Большой зал Московской консерватории им. П. И. Чайковского.
В 2019 году, став артистом лондонского Концертного общества Киркман, Максим сыграл полноформатный сольный дебют в Вигмор-холле в октябре того же года.
В ноябре 2020 года Максим Кинасов выступил на Международном фестивале фортепианной музыки в Гастингсе наряду с такими известными музыкантами, как Ванесса Латарш и Руфус Уэйнрайт.
В мае 2021 года, в качестве Стипендиата Благотворительного фонда Имоджен Купер, Максим принял участие в интенсивных мастер-классах, на протяжении недели стажируясь у всемирно известной пианистки Имоджен Купер.
В октябре 2021 года Максим Кинасов был приглашён выступить на церемонии открытия 16-го Международного конкурса фортепианных концертов в Гастингсе в театре Уайт Рок, исполнив 23-й фортепианный концерт Моцарта вместе с Камерным оркестром Европейского Союза.
После этого выступления Максим получил предложение стать послом Международного конкурса и фестиваля пианистов в Гастингсе.
В качестве солиста Максим Кинасов выступал со многими престижными российскими и зарубежными оркестрами, такими как Филармонический оркестр BBC (дирижёр Робин Уоллингтон), Королевский филармонический оркестр (дирижёр Рори Макдональд), Оркестр Халле (дирижёр Стивен Белл), Симфонический оркестр Бирмингема (дирижёр Майкл Сил), Симфонический оркестр Королевского Северного музыкального колледжа (дирижёр Мартин Браббинс), Санкт-Петербургский Государственный Академический симфонический оркестр (дирижёр Александр Титов), Симфонический оркестр Театра Карло Феличе (дирижёр Андреа Сангинети), Филармонический оркестр города Бакэу, Румыния (дирижёр Овидиу Балан), Камерный оркестр Европейского Союза (дирижёр Дарра Морган) и другими.
В 2016 году, по приглашению Народного артиста РФ Николая Луганского, Максим Кинасов принимал участие в 35-м Международном музыкальном фестивале им. Рахманинова в Тамбове.
Среди других фестивалей — Международный музыкальный фестиваль в Кингс-Линне, Международный фестиваль фортепианной музыки в Гастингсе, Летний музыкальный фестиваль «Саут-Даунс» в Альфристоне, Честерский музыкальный фестиваль, Международный фестиваль в городе Баттл, Фестиваль фортепианной музыки «Gradus ad Parnassum», организованный компанией Yamaha Music Russia и посвящённый Святославу Рихтеру, и Фестиваль к 90-летию со дня рождения С. Л. Доренского в Московской консерватории (2021).
Записи Максима Кинасова транслировались итальянскими телеканалами Rai 2 и Telepace, а также BBC Radio 3.

## Достижения
В 2013 году Максим Кинасов завоевал Гран-при, 1-ю премию и Специальный приз «За лучшее исполнение произведения П. И. Чайковского» на 9-м Международном конкурсе юных пианистов им. К. Н. Игумнова в Липецке.
В 2014 году Максим получил Гран-при и Специальный приз фонда Куомо «Лучшему пианисту из Восточной Европы» на 24-м Международном конкурсе пианистов им. Ф. Шопена в Риме.
В 2015 году Максим был удостоен 2-й премии и Приза зрительских симпатий на престижном 66-м Международном конкурсе пианистов им. Дж. Б. Виотти в Верчелли.
Как камерный исполнитель, Максим Кинасов — победитель 6-го Международного конкурса камерных ансамблей им. С. И. Танеева в Калуге (1-я премия, Специальная премия им. Т. А. Гайдамович и Специальный приз Московской государственной консерватории им. П. И. Чайковского «За лучшее исполнение произведения С. И. Танеева», 2017).
В 2018 году Максим выиграл самую престижную награду Королевского Северного музыкального колледжа — Золотую Медаль, получив возможность выступить на сцене лондонского Вигмор-холла в марте 2019 года.
В 2019 году Максим Кинасов завоевал 1-ю премию и Специальный приз жюри на 29-м Международного конкурсе фортепианных концертов в Канту, Италия, а также 2-ю премию и приз Королевского филармонического оркестра на престижном 15-м Международном конкурсе фортепианных концертов в Гастингсе, Великобритания.
В апреле 2020 года Максим был назван Артистом Месяца Международной музыкальной благотворительной организации Talent Unlimited, а в мае получил премию им. Яна Флеминга на ежегодной премии Help Musicians Postgraduate Awards.
В 2022 году Максим Кинасов был удостоен 1-й премии на 41-й Международном конкурсе пианистов в Бирмингеме, 3-й премии на 35-м Международном конкурсе пианистов в Дадли и 1-й премии на 7-м Международном конкурсе пианистов в Виндзоре, Великобритания, в результате чего Максим подписал контракт со звукозаписывающим лейблом KNS Classical на запись дебютного альбома.

## Награды
| Год  | Событие                                                                              | Награда                                                                                          | Место                     |
| ---- | ------------------------------------------------------------------------------------ | ------------------------------------------------------------------------------------------------ | ------------------------- |
| 2022 | 41-й Международный конкурс пианистов в Бирмингеме                                    | 1-я премия                                                                                       | Бирмингем, Великобритания |
| 2022 | 7-й Международный конкурс пианистов в Виндзоре                                       | 1-я премия                                                                                       | Виндзор, Великобритания   |
| 2022 | 35-й Международный конкурс пианистов в Дадли                                         | 3-я Премия                                                                                       | Дадли, Великобритания     |
| 2019 | 29-й Международный конкурс фортепианных концертов в Канту                            | 1-я премия и Специальный приз жюри                                                               | Канту, Италия             |
| 2019 | 15-й Международный конкурс фортепианных концертов в Гастингсе                        | 2-я премия и Приз Королевского филармонического оркестра                                         | Гастингс, Великобритания  |
| 2018 | Международный конкурс на Золотую медаль Королевского Северного музыкального колледжа | Золотая Медаль                                                                                   | Манчестер, Великобритания |
| 2017 | 6-й Международный конкурс камерных ансамблей им. С. И. Танеева                       | 1-я премия, Специальная премия им. Т. А. Гайдамович и Специальный приз МГК им. П. И. Чайковского | Калуга, Россия            |
| 2015 | 66-й Международный конкурс пианистов им. Дж. Б. Виотти                               | 2-я премия и Приз зрительских симпатий                                                           | Верчелли, Италия          |
| 2014 | 24-й Международный конкурс пианистов им. Ф. Шопена                                   | Гран-при и Специальный приз фонда Куомо                                                          | Рим, Италия               |
| 2013 | 9-й Международный конкурс юных пианистов им. К. Н. Игумнова                          | Гран-при, 1-я премия и Специальный приз                                                          | Липецк, Россия            |
| 2011 | 4-й Всероссийский конкурс фортепианной музыки «Мерзляковка приглашает друзей»        | 1-я премия                                                                                       | Москва, Россия            |

### Рецензии
- Christopher Axworthy. Maxim Kinasov — The Supreme Story Teller at New Artist Recital (англ.). Izba Arts.
- Christopher Axworthy. Maxim Kinasov ‘New Faces’ recital in Perivale on the 12th March 2023 (англ.). Christopher Axworthy Music Commentary.
- Gregor Tassie. The Scottish International Piano Competition in Glasgow showcases a host of magnificent young pianists (англ.). Seen and Heard International.
- Christopher Morley. Russian pianist wins Birmingham Competition (англ.). International Piano.
- Christopher Morley. Dudley International Piano Competition (англ.). Midlands Music Reviews.
- John Minter. Piano competition returns (англ.). Rye News.
- Fareed Curmally. Days 1-8 of The Sydney International Piano Competition (англ.). Serenade Magazine.
- Clive O’Connell. «A full day’s work» — Sydney International Piano Competition (англ.). O’Connell the Music.
- Rick Jones. «Battle Of Hastings» — Hastings International Piano Digital Festival (англ.). Critics’ Circle.
- Bobby Chen. 2018 Beethoven Piano Society Of Europe Senior Intercollegiate Piano Competition (англ.). Beethoven Piano Society of Europe.